# Acid iodic
Acidul iodic este un acid anorganic cu formula chimică HIO3. Sărurile acestui acid se numesc iodați. 
Se poate obține prin prin oxidarea iodului cu acid azotic concentrat.